# 岩崎村 (青森県)
岩崎村（いわさきむら）は青森県西津軽郡に位置する日本海に面していた村。
2005年3月31日をもって隣接する西津軽郡深浦町と合併し、新しい深浦町となったため消滅した。

## 地理
- 山:白神山地、白神岳
- 河川:笹内川
- 湖沼:十二湖

### 隣接していた自治体
- 青森県 西津軽郡：深浦町
- 秋田県 山本郡：八森町

## 沿革
- 1889年（明治22年）4月1日 - 町村制施行により西津軽郡沢辺村、岩崎村、正道尻村、久田村、森山村、松神村、黒崎村、大間越村が合併し、岩崎村が発足[2]。
- 2005年（平成17年）3月31日 - 西津軽郡深浦町と合併して深浦町を新設し消滅[1]。

| ~ 1687   | ~1889       | 1889~    | 1926~         | 1955~       | 2005~  |
| -------- | ----------- | -------- | ------------- | ----------- | ------ |
| 松神村   | 松神村      | 岩崎村   | 岩崎村        | 岩崎村      | 深浦町 |
| 黒崎村   |             | 岩崎村   | 岩崎村        | 岩崎村      | 深浦町 |
| 大間越村 |             | 岩崎村   | 岩崎村        | 岩崎村      | 深浦町 |
| ...      |             | 岩崎村   | 岩崎村        | 岩崎村      | 深浦町 |
| ...      | (旧) 深浦村 | 深浦村   | (旧〃) 深浦町 | (旧) 深浦町 | 深浦町 |
| ...      |             | 深浦村   | (旧〃) 深浦町 | (旧) 深浦町 | 深浦町 |
| ...      | ...         | 大戸瀬村 | 大戸瀬村      | (旧) 深浦町 | 深浦町 |

## 産業

### 漁業
- 岩崎漁港
- 森山漁港
- 黒崎漁港
- 大間越漁港

## 教育
- いわさき小学校
- 岩崎中学校

## 交通

### 鉄道
- 東日本旅客鉄道
  - 五能線：陸奥沢辺駅 - 陸奥岩崎駅 - 十二湖駅 - 松神駅 - 白神岳登山口駅 - 大間越駅

### 道路
- 国道101号
- 青森県道28号岩崎西目屋弘前線

## 名所・旧跡・観光スポット
- 白神山地（世界遺産）
- 十二湖
- 日本キャニオン
- サンタランド白神 - サンタクロース伝説のふるさとであるフィンランドラヌア郡と姉妹都市提携をしたことを機に、1996年（平成8年）7月に岩崎村が建設した[4][5][6]。2008年（平成20年）10月1日をもってアオーネ白神十二湖となっている[7][8]。

## 黒崎村（青森県）
黒崎村（くろさきむら）は青森県西津軽郡に位置する日本海に面していた村である。
少なくとも貞享4年（西暦1687年）から村として存在し、1889年の町村制施行時に岩崎村へと吸収された。現在の深浦町白神岳登山口駅周辺に相当し、北側に松神村、南側に大間越村が存在した。津軽西浜通り（地域）に属し、大間越街道を構成していた。